# Chiesa di San Marino (Pavia)
La chiesa di San Marino è una chiesa di Pavia, affacciata su via Siro Comi, all'interno del centro storico. La chiesa è stata sconsacrata ed è di proprietà del Comune.

## Storia e descrizione
Secondo la letteratura erudita locale seicentesca, la chiesa fu eretta alla metà del VI secolo, tuttavia non sono emersi a oggi elementi che ci permettano di verificare la notizia. La chiesa fu fondata dal re longobardo Astolfo, che vi ripose  molte reliquie di santi (tra le quali quelle dei Santi Marino e Leone) asportate da Roma e che, dopo la morte, fu sepolto nella chiesa insieme alla figlia Eufrasia. Tra le reliquie conservate va anche citato il corpo di San Vito, che nel 1355 l'imperatore Carlo IV farà trasportare nella cattedrale di Praga. Nel presbiterio della chiesa si conserva un frammento di iscrizione dell'VIII secolo che menziona un certo Gisulfo, custode della chiesa in età longobarda, e un frammento di pluteo con anelli intrecciati e croci ed elementi laterizi decorati a stampo, tutti della medesima epoca dell'iscrizione. Accanto alla chiesa, sorse un monastero benedettino, documentato almeno dall'881. Alla fine del dell'XI secolo il monastero passò alle dipendenza della congregazione francese della Chaise-Dieu di Clermont-Ferrand. L'ente ottenne molti privilegi e beni dai sovrani carolingi e dagli ottonidi e poi dall'imperatore Federico I, che concesse al monastero un diploma nel 1155 con il quale erano confermate al monastero numerose possessioni, collocate principalmente nei territori di Lecco, Bergamo e Ottobiano. Proprio in questi anni l'edificio fu rimodellato in forme romaniche e venne dotato di campanile, salvaguardando tuttavia gran parte delle murature perimetrali della chiesa altomedievale, oltre a parte della facciata (nella quale si vedono ancora gli archetti ciechi e alcune aperture) e l'abside. Nel 1281 il monastero passo ai Domenicani, che lo tennero fino al 1304, quando si spostarono nella vicina chiesa di San Tommaso. Nello stesso anno, i Benedettini tornarono in possesso del monastero, che lo tennero fino al 1481, quando i Gerolamini subentrarono ai Benedettini e, nel corso del Cinquecento, la chiesa e il monastero furono oggetto di consistenti lavori di ricostruzione; la chiesa mantenne però ampi elementi strutturali dell'edificio originario. Il monastero, che nel XVIII secolo controllava numerosi fondi agricoli, soprattutto nei dintorni della città e nel Pavese, fu soppresso nel 1799.
La chiesa, officiata dai numeri ordini religiosi che nei secoli si susseguirono nel vicino convento, almeno dal XIII secolo fu elevata al rango di parrocchia, e nell'estimo del 1250 è menzionata tra le parrocchie di Porta Ponte. Menzionata nelle visite apostoliche di Amicus de Fossulanis del 1460 e di Angelo Peruzzi nel 1576, durante la quale furono censite 200 anime da comunione, nel 1788 fu soppressa e unita a quella di San Michele Maggiore.
L'interno della chiesa, per lo più rimaneggiato tra Cinque e Seicento,quando la precedente organizzazione planimetrica in tre navate lasciò il posto a una navata con cappelle laterali, conserva tuttavia tracce di affreschi del XIII secolo, uno dei quali attribuito ad Andrino Edesia.
La prima cappella a destra è dedicata a Sant'Espedito e presenta affreschi realizzati nel primo decennio del XVI secolo da Bernardino de' Rossi, mentre la prima cappella a destra, che era la cappella della corporazione degli orefici, fu intitolata a Sant'Eligio e fu riaffrescata sempre nel XVI secolo. Maggiori sono invece le opere rinascimentali, quali gli stalli lignei quattrocenteschi del coro (provenienti dalla chiesa di San Tommaso), l'organo, opera degli Antegnati del 1517 e la grande pala del Giampetrino, di scuola leonardesca, datato al 1521, mentre la pala con la Vergine di Gaudenzio Ferrari è andata persa. La chiesa, di proprietà del comune, non è aperta al culto, mentre l'ex monastero ospita un istituto scolatisco.

#### Coro ligneo

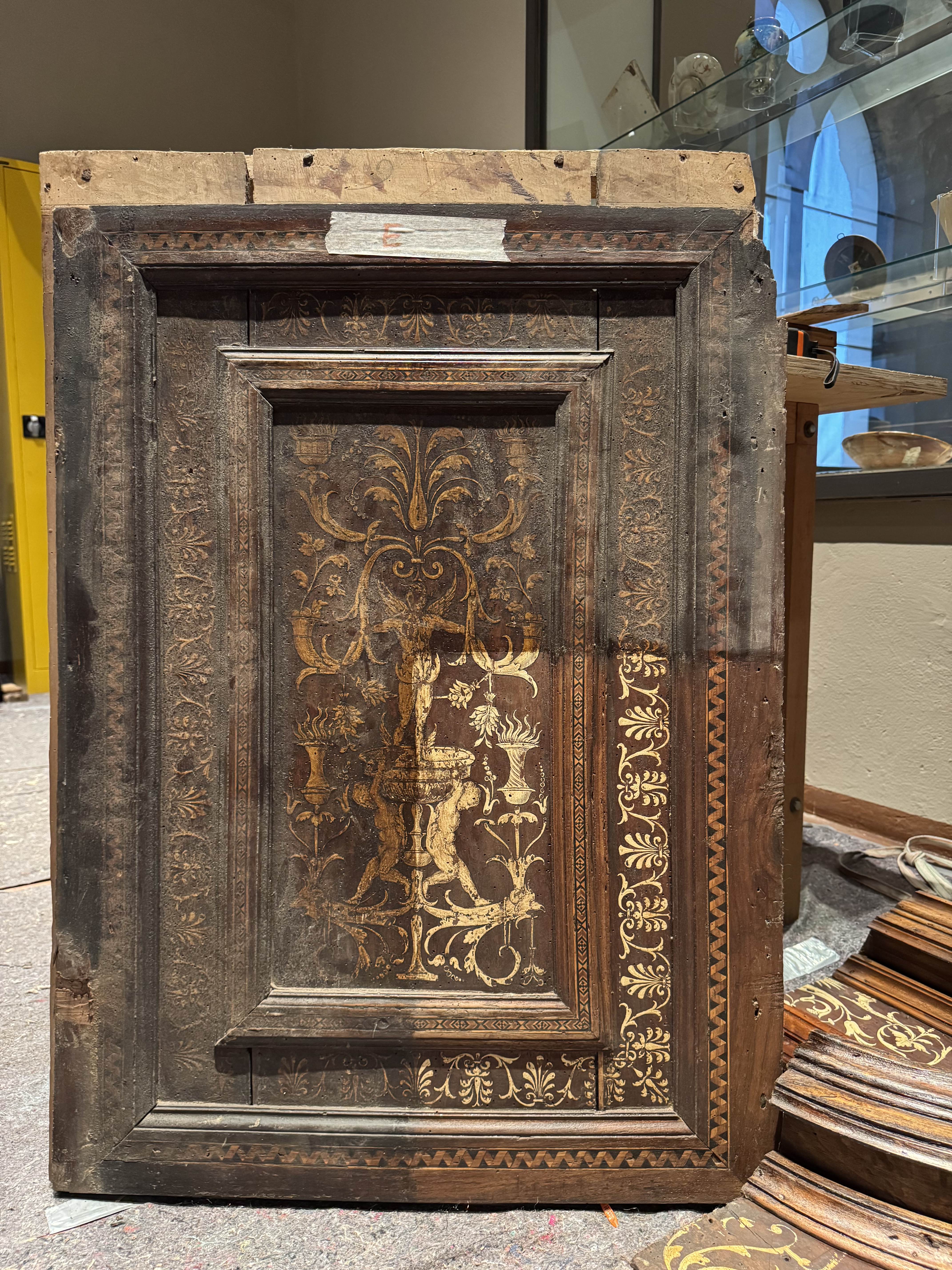
Parte del coro in restauro

Nella chiesa era collocato un coro ligneo del secondo/terzo decennio del 1500. Del coro originale mancano alcuni stalli eliminati probabilmente dopo la ricollocazione dietro all’altare rispetto alla precedente disposizione di fronte all’altare stesso, spostamento avvenuto a seguito delle prescrizioni del Concilio di Trento. Durante i lavori di restauro della chiesa sono emersi interventi sulla parete  dell’abside per il collocamento del manufatto.

Il coro è stato spostato in una sala della Pinacoteca Malaspina al Castello Visconteo per un profondo restauro resosi necessario considerato il pessimo stato di conservazione. Oltre alla parte intarsiata, gran parte delle decorazioni è realizzata con una pittura monocromatica. Caratteristica peculiare dell’opera, almeno per quanto riguarda la parte arrivata a noi, è la totale assenza di immagini sacre sostituite da immagini che si rifanno alla antichità. L’eliminazione della patina lasciata dal tempo sta facendo emergere durante i restauri la colorazione originaria della decorazione. I restauri, realizzati con il coordinamento del maestro Luciano Gritti, hanno portato all’evidenza della presenza di numerosi lavori di adattamento del coro.

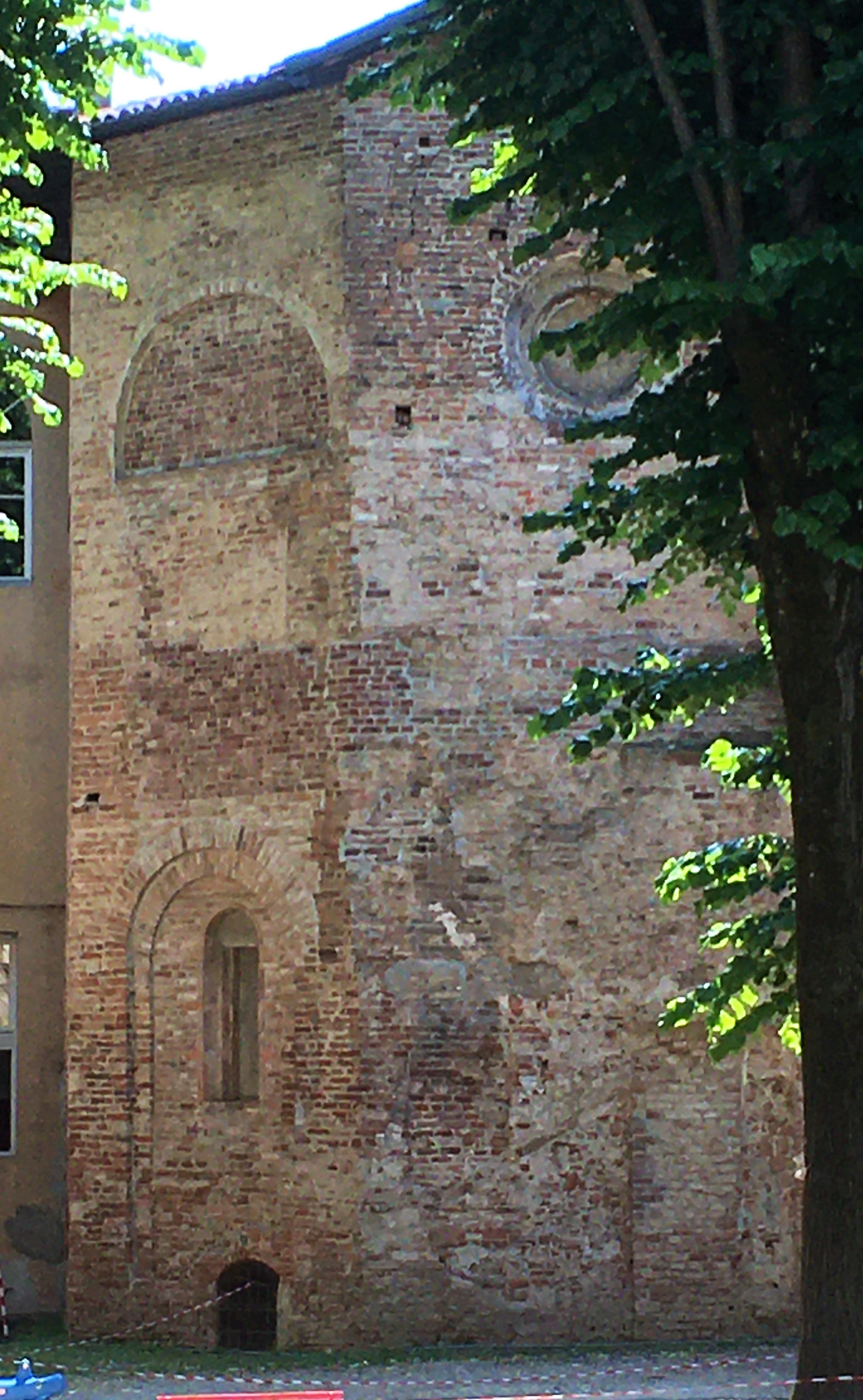
L'abside altomedievale (con modifiche nel XII e nel XVI secolo).
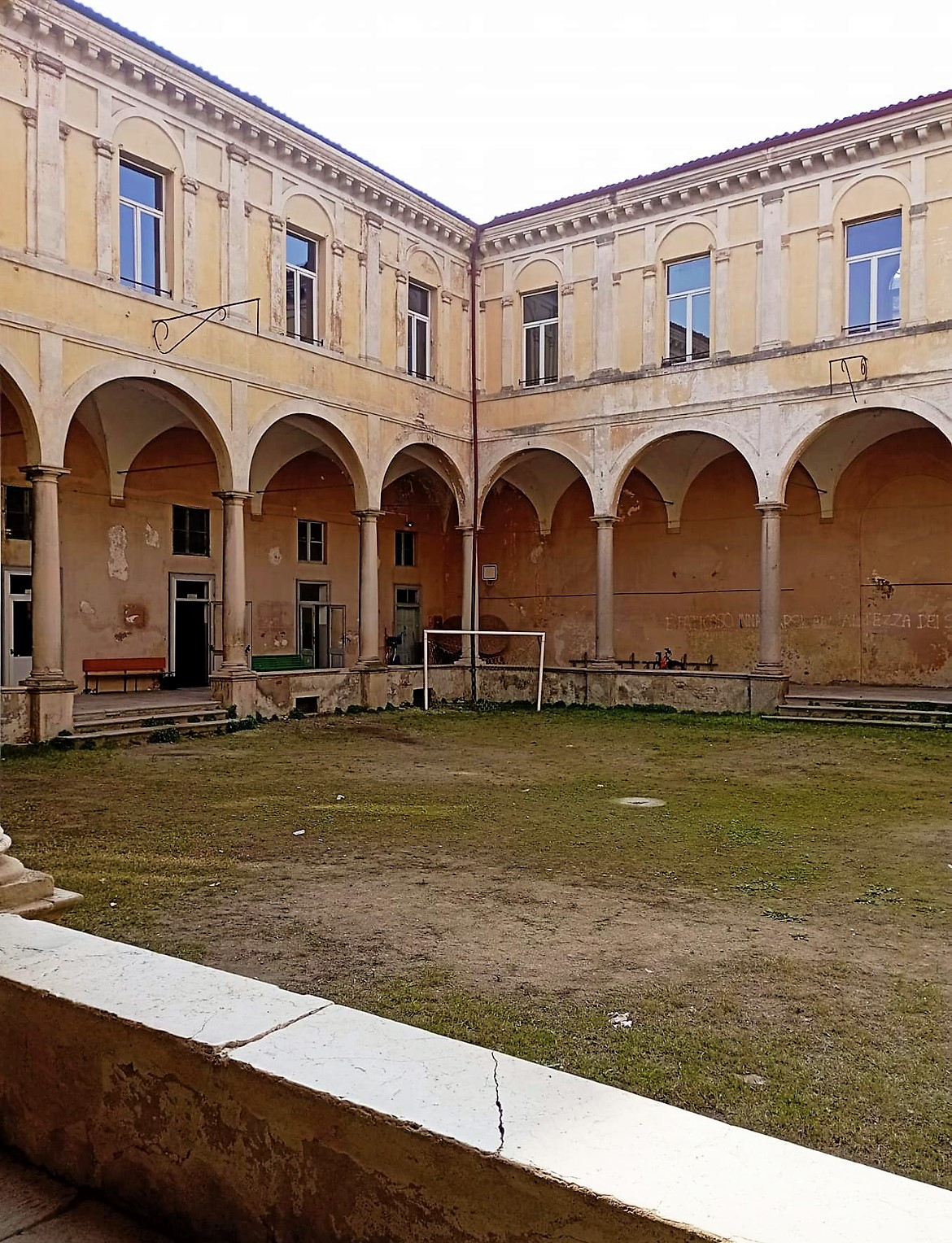
Il chiostro (seconda metà del XVI secolo).